# Horcinia
Horcinia is een geslacht van wantsen uit de familie van de Reduviidae (roofwantsen). Het geslacht werd voor het eerst wetenschappelijk beschreven door Carl Stål in 1874.

## Soorten
Het genus bevat de volgende soorten:

- Horcinia coccinea Miller, 1951
- Horcinia distincta Miller, 1951
- Horcinia gigas Miller, 1951
- Horcinia insignis Miller, 1951
- Horcinia miniata Miller, 1951
- Horcinia striata Miller, 1951
- Horcinia transversa Signoret, 1881
- Horcinia varians (Stål, 1863)
- Horcinia varians Stål, 1863
- Horcinia vittata Miller, 1951